# Lino de Albergaria
Isalino Silva de Albergaria, mais conhecido como Lino de Albergaria (Belo Horizonte, 24 de abril de 1950), é um escritor, tradutor e editor brasileiro. Autor de romances e livros teóricos sobre literatura, a maior parte de seus livros é dirigida ao público infantil e juvenil, sobretudo aos pré-adolescentes.

## Biografia
Vindo de uma família de advogados (o pai, Jason Soares Albergaria, foi um respeitado criminólogo e a mãe, Marietta Silva de Albergaria, era bacharel em Direito), preferiu se dedicar às letras e à editoração. Formado em Letras pela Universidade Federal de Minas Gerais e em Comunicação Social pela Pontifícia Universidade Católica de Minas Gerais, pós-graduou-se em Editoração pela Universidade de Paris (Villetaneuse).
Nos três anos em que viveu na França, estagiou em editoras parisienses (Éditions Lafayette e Bayard Presse) e na biblioteca infantil da cidade de Clamart. O convívio com os livros para jovens foi decisivo para se tornar editor na área, ao voltar ao Brasil, ofício exercido em São Paulo (Editora FTD e Abril Jovem) e no Rio de Janeiro (Editora Rio Gráfica).
Simultaneamente, estreou como autor de obras infantis e juvenis, depois de produzir em co-autoria uma coleção didática de língua portuguesa (Pelos caminhos da comunicação) para alunos da primeira à quarta série do então primeiro grau. Alguns anos depois, participaria de outra coleção, de quinta a oitava série, intitulada Português na ponta da língua. Ocasionalmente, passou a traduzir livros franceses para crianças, publicados pelas editoras Globo, FTD e Dimensão.
Retornando a Belo Horizonte, foi editor de literatura nas Editoras Lê e Dimensão e retomou os estudos de literatura, concluindo mestrado e doutorado em literaturas de língua portuguesa na PUC-MG. A monografia de mestrado comparava dois momentos da literatura brasileira, centrados no leitor jovem do século XX e no leitor do gênero feminino do século XIX. A tese de doutorado teve como foco as relações da cidade de Ouro Preto com os artistas modernistas, examinando as obras de Cecília Meireles, Guignard e Lúcio Costa.
Teve também, na mesma cidade, a experiência de professor universitário, tendo atuado no curso de graduação em Letras da PUC-MG e de pós-graduação em design do Centro Universitário Metodista Izabela Hendrix.
Encerrou a carreira de editor, ao se tornar redator, com ênfase em pronunciamentos, na Assembleia Legislativa de Minas Gerais, continuando a carreira de escritor, à qual acrescentou uma outra prática, a adaptação de clássicos. Da primeira experiência, recontando Andersen, passou à reescrita de Mark Twain, Camões, Dante e Cervantes.
Destacam-se em sua obra, de cerca de cem títulos, além da reelaboração de seus temas do mestrado (Do folhetim à literatura infantil: leitor memória e identidade) e do doutorado (Um altar na neblina – Ouro Preto e o imaginário moderno), os romances Em nome do filho, A estação das chuvas, Um bailarino holandês, Os 31 dias, O homem delicado e O ano da Copa. A rede da memória reúne microcontos de cunho autoficcional. Em A vida como ela era, apresenta crônicas abordando a pandemia, com relatos à maneira de Nelson Rodrigues.

### Romances, crônicas e autoficção
- Em nome do filho, 1993
- A estação das chuvas, 1997
- Um bailarino holandês, 2015
- Os 31 dias, 2015
- O homem delicado, Quixote+Do, 2019
- A vida como ela era, Quixote+Do, 2021
- A rede da memória, Quixote+Do, 2021
- O ano da Copa, Quixote+Do, 2022

### Literatura infantil e juvenil
- Eurico ri à toa, 1985
- Naá, 1985
- Túlio e a chuva, 1985
- Cinco anos sem chover, 1985[3]
- Tantas histórias tem o tempo, 1985
- O espelho, 1986
- O chuveiro, 1986
- A cadeira, 1986
- A rede, 1986
- Um amor de menina, 1986
- Um amor de menino, 1986
- Crescendo na quadra, 1986
- A mão do encantado, 1987
- Uma cor dentro da terra, 1987
- O correspondente estrangeiro, 1988
- O vento, 1988
- Nosso muro de Berlim, 1989
- A outra menina, 1989
- O sonho, 1989
- Um outro Marco Polo, 1989
- O relógio do mundo, 1989
- A palavra perdida, 1989
- Quem era ela?, 1990
- Labirinto, 1990
- Coração conta diferente, 1990
- O dia das mães, 1990
- Histórias espelhadas, 1991
- Histórias embaralhadas, 1991
- Histórias que se apagam, 1991
- Tangolomango, 1991
- A praia dos duendes,1992
- A caverna dos elfos, 1992
- O gnomo da pousada, 1992
- Alice no metrô, 1993
- Em busca do novo rei, 1993
- A música lá de casa, 1994
- Guerra na biblioteca, 1995
- O sumiço do botão, 1995
- Violetas e alfazema, 1995
- Um anjo no jardim, 1995
- O mistério da mochila cor de abóbora, 1996
- A galinha do vizinho e a vaca amarela, 1996
- Dona Daga e Zé Biludo, 1996
- O bolo das vizinhas, 1996
- O dia da caça, 1996
- Caderno de segredos, 1997
- Amanhã chega o sol, 1997
- Maria Poliana, 1997
- De Paris, com amor, 1998
- A boneca e o saci, 1998
- Adeus, escola!, 1999
- Miguel e o sexto ano, 2002
- Lia e o sétimo ano, 2003
- Márika e o oitavo ano, 2003
- Chico, Edu e o nono ano, 2003
- Urano versus Netuno (com Angela Leite), 2004
- A família invisível, 2005
- O menino e o mar, 2005
- Álbum de família, 2005
- Cabelos de fogo, olhos de água (com Angela Leite), 2005
- Tomás e Taís, 2006
- O lado avesso da verdade, 2006
- Quando eu acabar de crescer, 2007[4]
- Uma história de amor, 2008
- Retrato do menino artista, 2009
- Rua do Serro Frio número 13, 2010
- Sinos&queijos.com. (com Angela Leite), 2010
- O livro de Lola, 2012
- Adote um amigo, 2012
- O livro de Laura, 2013
- O livro de Marietta, 2014
- Bem-vindos à Casa da Neblina, 2014
- Na Serra das Lianas, 2014
- Caderno de Segredos, 2009
- A Ilha do Tempo Perdido, 2014
- Chá das cinco, 2015
- Quem tem medo da Fada Azul? KBR, 2015
- O lago do Silêncio, Atual, 2021
- Pio Paulo e o mistério das coisas, Dimensão, 2024
- Pio Paulo e a passagem secreta, Dimensão, 2025

### Adaptações
- O príncipe e o mendigo (de Mak Twain), 2009
- Os lusíadas (de Luís de Camões), 2009
- A divina comédia (de Dante Alighieri), 2010
- Dom Quixote de la Mancha (de Miguel de Cervantes), 2010

### Antologias
- Contos e recontos de Machado de Assis, 2008
- Travessias, 2008
- Feliz aniversário, Clarice, Autêntica, 2020
- Todos os Saramagos, Páginas Editora, 2022
- Micros-Beagá, Pangeia Editora, 2021
- Micros, uai!, Edições Dionisius, 2023

### Obras traduzidas
- Naá et Eurico rit tout le temps, Revue et corrigée, Bélgica, 1984
- Contando com el corazón, Larousse, México, 2003
- Who’s afraid of the Blue Fairy?, KBR. Estados Unidos, 2015

### Obras teóricas
- Do folhetim à literatura infantil, 1996[5]
- Um altar na neblina – Ouro Preto e o imaginário moderno, Novas Edições Acadêmicas, 2015

### Livros didáticos
- Pelos caminhos da comunicação (com Ione Nassar), 1984
- Português na ponta da língua (com Márcia Fernandes e Rita Espeschit), 2001